# American Humanist Association
L'American Humanist Association ou Association humaniste américaine (AHA) est une organisation à but éducatif aux États-Unis d'Amérique, qui promeut l'humanisme selon un point de vue agnostique ou athée.
La vision de l'association est que « l'humanisme est une philosophie progressiste, sans théisme ou autres croyances surnaturelles, affirmant notre capacité et notre responsabilité à mener des vies réussies et complètes, notamment sur le plan éthique, et qui souhaite [l'expression du] meilleur de l'humanité ».
L'American Humanist Association publie un magazine bimensuel appelé The Humanist.
L'association a été fondée en 1941 comme un successeur de l'Humanist Press Association, qui était elle-même le descendant de l'Humanist Fellowship fondé en 1928. Le symbole officiel de l'AHA est un humain heureux.

## Objectif
L'objectif de l'American Humanist Association est de promouvoir et de répandre l'humanisme, de faire en sorte qu'il soit connu et accepté, et d'encourager l'amélioration continue de l'humanisme.

## Rôle vis-à-vis de l'humanisme
L'Association Humaniste Américaine s'efforce d'être entendue sur les sujets considérés comme importants par les humanistes, notamment en se faisant entendre par le biais des médias et des leaders d'opinion, et en tenant informé ses membres sur les sujets qui font l'actualité.
L'association a des entités dans 30 des 50 États américains. Elle publie le magazine The Humanist et le journal philosophique Essays in the Philosophy of Humanism, ainsi que les trois Manifestes Humanistes (ou Humanist Manifestos), publiés en 1933, 1973 et 2003. Elle a déposé (en trademark) l'expression Humanist Manifesto afin de protéger son emploi, face à d'autres associations ou mouvements qui se réclameraient également d'une appellation "humaniste".

## Militantisme
L'association milite pour le retrait ou la destruction de la croix latine de 12 mètres érigée en 1925 à Bladensburg, dans le Maryland pour honorer la mémoire de 49 soldats américains tombés pendant la Première Guerre mondiale. Elle obtient gain de cause en appel en décembre 2016. En décembre 2018, le gouvernement américain demande à la cour suprême le maintien de la croix et obtient gain de cause l'année suivante.

## Prix de l'Humaniste de l'Année
Les récipiendaires sont :
- Michael E. Mann - 2023
- Anthony Fauci - 2021
- Jared Huffman - 2020
- Salman Rushdie - 2019
- Jennifer Ouellette - 2018
- Adam Savage - 2017
- Jared Diamond - 2016
- Lawrence M. Krauss - 2015 (révoqué en 2018)
- Barney Frank - 2014
- Dan Savage - 2013
- Gloria Steinem - 2012
- Rebecca Goldstein - 2011
- Bill Nye - 2010
- PZ Myers - 2009
- Pete Stark - 2008
- Joyce Carol Oates - 2007
- Steven Pinker - 2006
- Murray Gell-Mann - 2005
- Daniel Dennett - 2004
- Sherwin T. Wine - 2003
- Steven Weinberg - 2002
- Stephen Jay Gould - 2001
- William F. "Bill" Schulz - 2000[10]
- Edward Osborne Wilson - 1999
- Barbara Ehrenreich - 1998
- Alice Walker - 1997
- Richard Dawkins - 1996
- Ashley Montagu - 1995
- Lloyd Morain - 1994
- Mary Morain - 1994
- Richard Lamm - 1993
- Kurt Vonnegut - 1992
- Lester Brown - 1991
- Werner Fornos – 1991
- Ted Turner - 1990
- Gerald Larue - 1989
- Leo Pfeffer - 1988
- Margaret Atwood - 1987
- Faye Wattleton - 1986
- John Kenneth Galbraith - 1985
- Isaac Asimov - 1984
- Lester Kirkendall - 1983
- Helen Caldicott - 1982
- Carl Sagan - 1981
- Andrei Sakharov - 1980
- Edwin H. Wilson - 1979
- Maggie Kuhn - 1978
- Corliss Lamont - 1977
- Jonas Salk - 1976
- Betty Friedan - 1975
- Henry Morgentaler - 1975
- Mary Calderone - 1974
- Joseph Fletcher - 1974
- Thomas Szasz - 1973
- Burrhus Frederic Skinner - 1972
- Albert Ellis - 1971
- A. Philip Randolph - 1970
- Richard Buckminster Fuller - 1969
- Benjamin Spock - 1968
- Abraham Maslow - 1967
- Erich Fromm - 1966
- Hudson Hoagland - 1965
- Carl Rogers - 1964
- Hermann Joseph Muller - 1963
- Julian Huxley - 1962
- Linus Pauling - 1961
- Leo Szilard - 1960
- Brock Chisholm - 1959
- Oscar Riddle - 1958
- Margaret Sanger - 1957
- Charles Judson Herrick - 1956
- James Warbasse - 1955
- Arthur Bendley - 1954
- Anton Carlson - 1953